# Mein gebrauchter Mann
Mein gebrauchter Mann ist eine deutsche Filmkomödie aus dem Jahr 2015. In den Hauptrollen spielen Christiane Paul und Fritz Karl ein ungleiches Pärchen auf der Suche nach einer gemeinsamen Zukunft.

## Handlung
Sophie ist Anfang vierzig und erfolgreich in ihrem Job als Lektorin bei einem großen Hamburger Verlag. Sie ist Single und kinderlos, weshalb sie oft für Kollegen einspringen muss. In ihrem Umfeld dreht sich vieles um Familienplanung und die Erfüllung von Beziehungswünschen. Eines Tages lernt sie den erfolgreichen Zahnarzt Fritz Mertens kennen, beide verlieben sich ineinander. Fritz ist geschieden und hat einen Sohn, Vincent, den er vor Sophie zunächst aus Angst allerdings verschweigt. Vincent muss wöchentlich zwischen den Elternteilen mit dem Flieger hin- und herpendeln. Als Sophie von Vincent erfährt, kommt es zu einer ersten Krise, da sich Sophie belogen fühlt. Doch Fritz gelingt es, die Wogen wieder zu glätten.
Vincent hat so seine Probleme mit der neuen Freundin des Vaters. Von Sophies Nichte, die ebenso wie Vincent ein Pendelkind ist, erfährt er von der Gefahr einer kinderlosen Freundin. Sollte später Nachwuchs kommen, wäre Vincent nicht mehr die Nummer eins in der Familie. So kann Sophie Vincent nichts recht machen, weder durch ihre Kochkünste, noch durch ihren „elterlichen“ Einsatz auf dem Platz beim Fußballspiel von Vincents Mannschaft. Als Fritz wegen Vincents Schulleistungen nicht rechtzeitig nach Hamburg zurückkommen kann, überwirft sich die angetrunkene Sophie auf dem Sommerfest mit einem der wichtigsten Autoren des Verlags.
Fritz möchte seine Abwesenheit mit einer gemeinsamen Reise wiedergutmachen, doch unerwarteterweise kommt auch Fritz’ Exfrau Nina für einen Tag mit. Da ist Spannung natürlich vorprogrammiert. Nachdem Nina aufgebrochen ist, finden Sophie und Vincent bei einer Stehpaddeltour ein wenig zueinander. Im Anschluss kommt es allerdings zwischen Sophie und Fritz zum Streit, da er davon ausging, dass Sophie eine Frau ohne Kinderwunsch sei und verhüte. Er mache sich Sorgen, dass ein mögliches Kind wieder die Trennung seiner Eltern erleben könnte. Daraufhin gehen die beiden wieder getrennte Wege.
Sophie trifft sich mit Autor Berler, die beiden besprechen ihre Lage. Da Sophie mit dem Wunsch einer Samenspende aus Dänemark spielt, empfiehlt er ihr, dies auszuwürfeln. Da die Entscheidung zugunsten Dänemark ausfällt, beschließt Sophie, dort hinzufahren. Als sie gerade aufbrechen möchte, steht Fritz vor der Tür und spricht offen mit Sophie über seine Sorgen. Diese steigt dennoch ins Taxi, kommt allerdings nach ein wenig Überlegung wieder zurückgefahren. Sie beschließen, zusammenzubleiben.

## Produktion
Der Film wurde zwischen dem 11. Juni 2014 und 11. Juli 2014 in Hamburg und Umgebung gedreht.

## Rezeption

### Kritik
Das Lexikon des internationalen Films bezeichnet den Film als eine „[r]omantische (Fernseh-)Beziehungsdramödie, die in vorhersehbaren Bahnen auf das zu erwartende Happy End zusteuert.“
Tilmann P. Gangloff kommt in seiner Besprechung des Films bei tittelbach.tv zu einer Bewertung von insgesamt 4 von 6 Sternen. Mein gebrauchter Mann sei eine gut gespielte, abwechslungsreiche Komödie, nicht nur heiter, sondern auch nachdenklich machend. Insgesamt: „Eine Geschichte mit Tiefgang, die Lars Jessen nach Nina Bohlmanns fast klischeefreiem Buch auch dank seiner spielfreudigen Hauptdarsteller Christiane Paul und Fritz Karl vorwiegend heiter erzählt.“

### Einschaltquoten
Die Erstausstrahlung von Mein gebrauchter Mann im ZDF am 29. Oktober 2015 sahen 3,87 Millionen Zuschauer. Dies entsprach einem Marktanteil von 12,1 %.